# (10611) Yanjici
(10611) Yanjici est un astéroïde de la ceinture principale.

## Description
(10611) Yanjici est un astéroïde de la ceinture principale. Il fut découvert le 23 janvier 1997 à la station de Xinglong par le programme Beijing Schmidt CCD Asteroid Program. Il présente une orbite caractérisée par un demi-grand axe de 3,19 UA, une excentricité de 0,08 et une inclinaison de 11,4° par rapport à l'écliptique.

## Compléments